# Harvey (Australie)
Pour les articles homonymes, voir Harvey.
Harvey (2 606 habitants) est une ville côtière d'Australie Occidentale située environ à 140 km au sud de Perth entre Pinjarra et Bunbury sur la South Western Highway.

## Historique

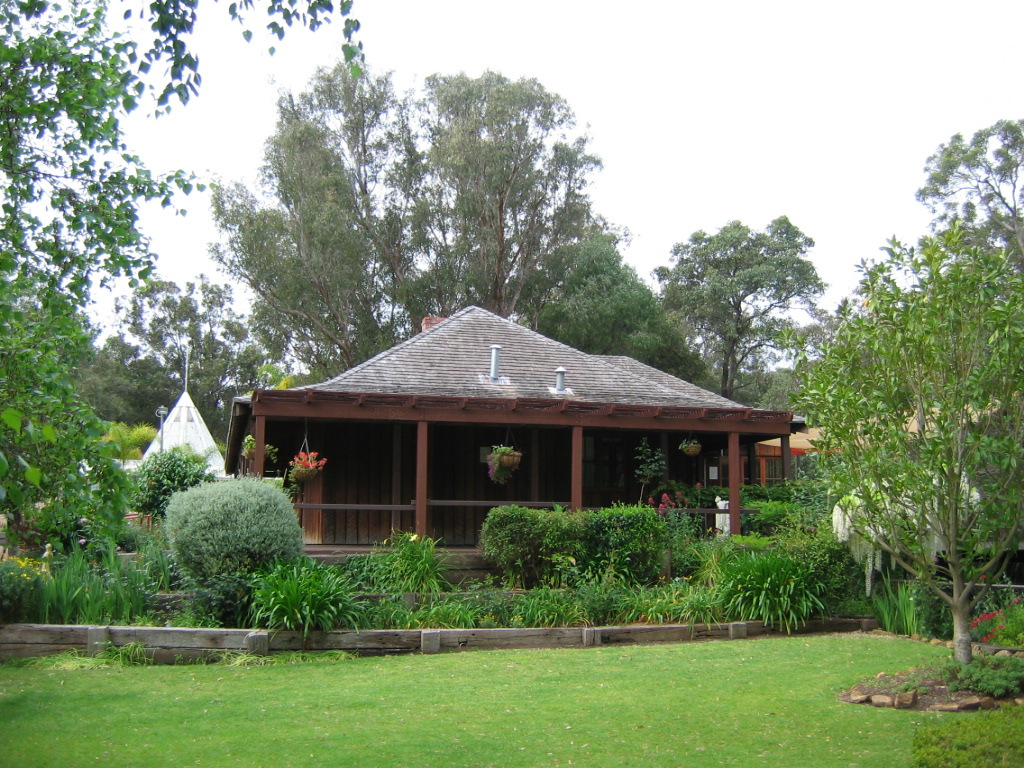
Réplique du cottage de James Stirling à Harvey, 2006.

Son nom est dérivé de la rivière Harvey qui coule à proximité, nommé ainsi par le gouverneur James Stirling en 1829, peu après elle a été vue par les explorateurs Alexander Collie et William Preston
Bien que l'on n'en soit pas absolument sur, la rivière est probablement nommée d'après le contre-amiral Sir John Harvey. En 1817-18, Harvey était le commandant en chef de la colonie des Antilles. Stirling servi servit sous ses ordres en commandant le HMS Brazen et Harvey le recommanda pour une promotion. Stirling nomma un certain nombre de lieux d'Australie-Occidentale, d'après ses anciens collègues de la marine de guerre.

## Référence
- Statistique sur Harvey